# What If I Never Get Over You
«What If I Never Get Over You» — песня американской кантри-группы Lady Antebellum, вышедшая 17 мая 2019 года на лейбле BMLG Records в качестве сингла с восьмого студийного альбома Ocean. Сингл достиг первого места в американском кантри-чарте Country Airplay.

## История
Песня вышла 17 мая 2019 года в качестве первого сингла с восьмого студийного альбома Ocean на лейбле BMLG Records. Песню написали Ryan Hurd, Sam Ellis, Laura Veltz и Jon Green, а продюсировал Данн Хафф.

## Отзывы
Песня получила положительные отзывы музыкальных критиков и интернет-изданий, например от Billy Dukes из Taste of Country, Chris Parton из Sounds Like Nashville, Rolling Stone, The Tennessean.

## Коммерческий успех
«What If I Never Get Over You» дебютировал на 14-м месте в кантри-чарте Hot Country Songs и на 86-й позиции в мультижанровом американском хит-параде Hot 100. Песня достигла 7-го места в Hot Country Songs. К радиоэфирном чарте Country Airplay песня cдебютировала на 25-м месте и потом возглаивла этот чарт в январе 2020 году, став первым чарттоппером впервые после сингла «Bartender» в сентябре 2014 года. Тираж «What If I Never Get Over You» к январю 2020 года составил 137,000 копий в США.

## Музыкальное видео
Официальное музыкальное видео, снятое режиссёром Sarah McColgan, было загружено 17 мая 2019 года на канал YouTube.

## Чарты
| Чарт (2019-20)                      | Высшая позиция |
| ----------------------------------- | -------------- |
| Канада (Billboard Canadian Hot 100) | 76             |
| Канада (Billboard Country)          | 6              |
| США (Billboard Hot 100)             | 40             |
| США (Billboard Hot Country Songs)   | 5              |
| США (Billboard Country Airplay)     | 1              |
| США Rolling Stone Top 100           | 95             |

| Чарт (2019)                       | Позиция |
| --------------------------------- | ------- |
| США Country Airplay (Billboard)   | 49      |
| США Hot Country Songs (Billboard) | 39      |

## Сертификации
| Регион                                                                      | Сертификация | Продажи   |
| --------------------------------------------------------------------------- | ------------ | --------- |
| Канада (Music Canada)                                                       | Платиновый   | 80 000    |
| США (RIAA)                                                                  | Платиновый   | 1 000 000 |
| Данные о продажах + прослушиваниях приведены только на основе сертификации. |              |           |